# Medieombudsmannen
Medieombudsmannen (MO), egentligen Allmänhetens Medieombudsman, hjälper enskilda individer i Sverige som anmäler att de har drabbats av en oförsvarlig publicitetsskada av en publicering eller sändning. Efter utredning kan ett ärende överlämnas från Medieombudsmannen till Mediernas Etiknämnd (MEN). Nämnden kan sedan besluta att officiellt klandra en publicering. Medieombudsmannen kan undersöka fall på eget initiativ, och har även som uppgift att "genom opinionsbildning verka för god publicistisk sed". Ola Sigvardsson blev 2020 den förste medieombudsmannen, efter att dessförinnan varit pressombudsman. Caspar Opitz utsågs i januari 2021 till ny medieombudsman från april 2021.
Allmänhetens Medieombudsman och Mediernas Etiknämnd ersatte 2020 Pressombudsmannen och Pressens Opinionsnämnd. Bytet av namn speglar en utvidgning och förnyelse av det pressetiska systemet, där numera inte bara tidningar och tidskrifter, utan också etermedierna ingår.

## Mediernas Etiknämnd
Mediernas Etiknämnd, som 1 januari 2020 ersatte Pressens Opinionsnämnd, är det medieetiska systemets beslutande organ. Nämnden är sammansatt av representanter för allmänheten och medierna och leds av erfarna jurister. Vid en fällning mot god publicistisk sed ska mediet publicera ett uttalande av nämnden, omgående och utan förändringar. 

## Organisation
Bakom Allmänhetens Medieombudsman och Mediernas Etiknämnd står:
- Tidningsutgivarna
- Sveriges Tidskrifter
- TV4-gruppen
- Sveriges Television
- Sveriges Radio
- Utbildningsradion
- Svenska Journalistförbundet
- Publicistklubben